# Championnat du Liban de football 1999-2000
Navigation
Saison précédente Saison suivante
La saison 1999-2000 du Championnat du Liban de football est la quarantième édition du championnat de première division au Liban. Les douze meilleurs clubs du pays sont regroupés au sein d'une poule unique où ils s'affrontent deux fois au cours de la saison, à domicile et à l'extérieur. En fin de saison, les deux derniers du classement sont relégués et remplacés par les deux meilleurs clubs de deuxième division.
C'est un petit événement puisque c'est Nejmeh SC qui remporte le championnat cette saison (et met fin au règne sans partage d'Al Ansar depuis 1988), après avoir terminé en tête du classement final avec trois points sur Al Ansar et quatorze sur Akhaa Ahli Aley. C'est le troisième titre (consécutif) de champion du Liban de l'histoire du club, le premier depuis 1975.

## Les clubs participants
| - Al Ansar - Safa Beyrouth - Salam Zgharta - Nejmeh SC - Club Sagesse - Promu de D2 - Homenmen Beyrouth | - Shabab Al Sahel - Al Ahed Beyrouth - Al Tadamon Tyr - Homenetmen Beyrouth - Al Majd Beyrouth - Promu de D2 - Akhaa Ahli Aley |

## Compétition

### Classement
Le barème utilisé pour établir le classement est le suivant :
- Victoire : 3 points
- Match nul : 1 point
- Défaite : 0 point

| Rang | Équipe              | Pts | J  | G  | N  | P  | Bp | Bc | Diff |
| ---- | ------------------- | --- | -- | -- | -- | -- | -- | -- | ---- |
| 1    | Nejmeh SC           | 47  | 22 | 13 | 8  | 1  | 34 | 15 | +19  |
| 2    | Al AnsarT           | 44  | 22 | 12 | 8  | 2  | 38 | 17 | +21  |
| 3    | Akhaa Ahli Aley     | 33  | 22 | 9  | 6  | 7  | 32 | 24 | +8   |
| 4    | Al Tadamon Tyr      | 29  | 22 | 7  | 8  | 7  | 28 | 26 | +2   |
| 5    | Safa Beyrouth       | 29  | 22 | 7  | 8  | 7  | 24 | 26 | -2   |
| 6    | Club SagesseP       | 28  | 22 | 6  | 10 | 6  | 25 | 23 | +2   |
| 7    | Salam Zghorta       | 27  | 22 | 7  | 6  | 9  | 32 | 30 | +2   |
| 8    | Homenmen Beyrouth   | 27  | 22 | 6  | 9  | 7  | 26 | 27 | -1   |
| 9    | Shabab Al SahelC    | 26  | 22 | 6  | 8  | 8  | 18 | 23 | -5   |
| 10   | Homenetmen Beyrouth | 26  | 22 | 7  | 5  | 10 | 25 | 34 | -9   |
| 11   | Al Ahed Beyrouth    | 24  | 22 | 7  | 3  | 12 | 29 | 42 | -13  |
| 12   | Al Majd BeyrouthP   | 13  | 22 | 2  | 7  | 13 | 20 | 44 | -24  |

|  | Champion du Liban 1999-2000                                            |
|  | Qualification pour la Coupe d'Asie des clubs champions 2000-2001       |
|  | Qualification pour la Coupe des Coupes 2000-2001                       |
|  | Relégation en deuxième division                                        |
|  | T : Tenant du titre C : Vainqueur de la Coupe du Liban P : Promu de D2 |

## Bilan de la saison
| Championnat du Liban de football 1999-2000                        |                         |
| Champion                                                          | Nejmeh SC (3e titre)    |
| Coupes et trophées                                                |                         |
| Vainqueur de la Coupe du Liban 1999-2000                          | Shabab Al Sahel         |
| Qualifications continentales                                      |                         |
| Coupe d'Asie des clubs champions 2000-2001                        | Al Ansar                |
| Coupe des Coupes 2000-2001                                        | Safa Beyrouth           |
| Promotions et relégations                                         |                         |
| Promus en Premier League                                          | Al Ahly Sidon           |
| Promus en Premier League                                          | Racing Club de Beyrouth |
| Relégués en Championnat du Liban de football de deuxième division | Al Ahed Beyrouth        |
| Relégués en Championnat du Liban de football de deuxième division | Al Majd Beyrouth        |